# Prix du livre d'économie
Le prix du livre d'économie est un prix décerné en France à un ouvrage sur l'économie, paru dans l'année écoulée, à valeur pédagogique et qui favorise l'analyse et la réflexion. Il a été créé en 1999. Le jury est composé de journalistes et le prix est décerné au ministère français de l'Économie, lors de la journée du Livre d'économie. De 2004 à 2006, il était décerné à la Cour des comptes et auparavant au Sénat. Depuis 2010, un jury de lycéens décerne le prix lycéen Lire l’économie, et depuis 2016, un second jury de lycéens décerne le prix spécial BD d’économie.

## Prix décernés
- 1999 : Le capitalisme zinzin d'Erik Izraelewicz, éditions Grasset
- 2000 :  Nos temps modernes de Daniel Cohen, éditions Flammarion
- 2001 :  La Bonne aventure de Jean Pisani-Ferry, éditions La Découverte
- 2002 :  Misère de la prospérité : La religion marchande et ses ennemis de Pascal Bruckner, éditions Grasset
- 2003 : Le choc de 2006 de Michel Godet, éditions Odile Jacob
- 2004 : Les prophètes du bonheur d'Alain Minc, éditions Grasset
- 2005 : La fabrique des meilleurs : enquête sur une culture d'exclusion de Patrick Fauconnier, édition du Seuil
- 2006 : Voyage aux pays du coton : petit précis de mondialisation d'Erik Orsenna, éditions Fayard
- 2007 : La société de défiance : comment le modèle social français s'autodétruit ? de Yann Algan et Pierre Cahuc, éd. Rue d'Ulm
- 2008 : La troisième révolution américaine de Jacques Mistral, éditions Perrin
- 2009 : Les pionniers de l'or vert de Dominique Nora, éditions Grasset
- 2010 : La banque : comment Goldman Sachs dirige le monde de Marc Roche, éditions Albin Michel

prix lycéen : Guerre et paix au XXIe siècle, par Christian Saint-Étienne, François Bourin éditeur
- 2011 : Au pays des enfants rares : la Chine vers une catastrophe démographique de Isabelle Attané, éditions Fayard

prix lycéen : L’arrogance chinoise, par Erik Izraelewicz, Grasset
- 2012 : Homo economicus, prophète (égaré) des temps nouveaux de Daniel Cohen, éditions Albin Michel

prix lycéen : La fabrique de la défiance… et comment s’en sortir, par Yann Algan, Pierre Cahuc et André Zylberberg, Le Livre de Poche
- 2013 : L'Allemagne paiera : voyage au pays d'Angela d'Odile Benyahia-Kouider, éditions Fayard

prix lycéen : Illusion financière, par Gaël Giraud, L'Atelier
- 2014 : Changer de modèle, par Philippe Aghion, Gilbert Cette et Elie Cohen, Odile Jacob

prix lycéen : L'économie pour toutes : un livre pour les femmes, que les hommes feraient bien de lire aussi, par Jézabel Couppey-Soubeyran et Marianne Rubinstein, La Découverte
- 2015 : On m'avait dit que c'était impossible par Jean-Baptiste Rudelle, Stock

prix lycéen : Les clés de la puissance, par Jean-Louis Beffa, Seuil
- 2016 : Tant pis ! : nos enfants paieront, par François Lenglet, Albin Michel

prix lycéen : L'Homme nu : la dictature invisible du numérique, par Christophe Labbé et Marc Dugain, Plon
prix spécial BD d'économie : Le Grand A, par Xavier Bétaucourt et Jean-Luc Loyer, Futuropolis
- 2017 : La société hyper-industrielle : le nouveau capitalisme productif, par Pierre Veltz, Seuil[2]

prix lycéen : Ils ont révolutionné le commerce, par Jean Meilhaud, éd. Le Papillon rouge
prix spécial BD d'économie : Internet, par Mathieu Burniat et Jean-Noël Lafargue, éd. Le Lombard
- 2018 : La guerre des métaux rares : la face cachée de la transition énergétique et numérique, par Guillaume Pitron, éd. Les Liens qui libèrent[3]

prix lycéen : Les Français, le bonheur et l’argent, Yann Algan, Élisabeth Beasley, Claudia Senik, éditions rue d’Ulm
prix spécial BD d'économie : Mais pourquoi j’ai acheté tout ça !? : stop à la surconsommation, Élise Rousseau, éd. Delachaux et Niestlé
- 2019 : Il est midi à Pékin, par Éric Chol et Gilles Fontaine, éd. Fayard [4]

prix lycéen : L'odyssée de la basket : comment les sneakers ont marché sur le monde, de Pierre Demoux, éd. La Tengo
prix spécial BD d'économie : Crypto-monnaie : le futur de l'argent, de Djibril Morissette-Phan et Tristan Roulot, éd. Le Lombard
- 2020 : GAFA Reprenons le pouvoir !, de Joëlle Toledano, éd. Odile Jacob

prix lycéen : Éloge du magasin, de Vincent Chabault, Gallimard
prix spécial BD d'économie : Ze journal de la Famille presque zéro déchet, de Bénédicte Moret, éd. Le Lombard,
- 2021 : La France sous nos yeux, de Jérôme Fourquet et Jean-Laurent Cassely, Seuil[7]

prix lycéen : Les entreprises hyper-puissantes, de François Lévêque, éd. Odile Jacob
prix spécial BD d'économie : Urgence climatique. Il est encore temps !, d'Ivar Ekeland et Étienne Lécroart, éd. Casterman.
- 2022 : Histoire mondiale du protectionnisme, par Ali Laïdi, éd. Passés composés[9]

prix lycéen Chroniques (décalées) d'un économiste de Emmanuel Combe, éd. Concurrences
prix spécial BD d'économie : Les Frères Michelin, une aventure industrielle, de Cédric Mayen et Fabien Nappey, éd. Le Lombard
- 2023 : "Marie Curie habite dans le Morbihan : démocratiser l'innovation de Xavier Jaravel, éd. Seuil

prix lycéen La Tech : Quand la Silicon Valley refait le monde" de Olivier Alexandre, éd. Seuil
prix spécial BD d'économie : Le Genre du capital, de Jeanne Puchol, Céline Bessière et Sibylle Gollac, éd. La Découverte/Delcourt.